# 特奥多尔·斯托洛然
特奥多尔·杜米特鲁·斯托洛然（羅馬尼亞語：Theodor Dumitru Stolojan，發音：[teˈodor stoloˈʒan]；1943年10月24日—) 罗马尼亚的政治家和经济学家，之前从1991年9月到1992年11月担任罗马尼亚总理。他和他的妻子埃琳娜有一个儿子Vlad Stolojan和一个女儿Ada Stolojan。他现在是欧洲议会罗马尼亚民主自由党议员。 

## 生平
1989年罗马尼亚革命前，他曾在国家计划经济委员会工作，和他一起工作的还有后来在2000年12月20日-2008年10月14日担任参议院议长的尼古拉·沃克罗尤。
在尼古拉·齐奥塞斯库统治时期，斯托洛然作为经济学家1972年-1977年曾在财政部州预算部门工作，1978年-1982年任国家财政预算首席会计师，接着任部门副主任，负责外汇和国际金融关系，直到1989年的罗马尼亚革命。
1991年9月到1992年11月担任罗马尼亚总理，辞职后先为世界银行工作，其后又受聘于一家罗马尼亚私有企业。2000年他重新进入政坛，参加了总统选举，但是落后于扬·伊利埃斯库和图多尔，名列第三。2002年8月，他成为国家自由党的主席。
2003年，他的国民自由党开始支持时任布加勒斯特市市长的特拉扬·伯塞斯库，两者结成了“正义和真理”（"D.A. - Dreptate şi Adevăr"）联盟，2004年2月，他被定为该联盟的总统候选人，参加2004年11月罗马尼亚总统选举。但在10月2日，斯托洛然突然以健康原因放弃了党主席和总统候选人职务。伯塞斯库在2004年12月20日就任总统后，任命斯托洛然担任高级顾问。
2006年10月10日，斯托洛然被逐出国民自由党，12月他成立了新党——自由民主党，并且在2007年3月31日进行的该党第一次大会中被选为主席。2008年1月，自由民主党与民主党合并，成立了民主自由党(PLD)，斯托洛然成了普通党员。 
在2008年12月的议会选举中，民主自由党分别在参议院和众议院拿下51席和115席；反对党社会民主党和保守党组成的联盟拿下49席和114席，时任总理克林·波佩斯库-特里恰努的国家自由党拿到28席和65席；罗马尼亚匈牙利人民主联盟拿到9席和22席；以前有一定力量的大罗马尼亚党失去了全部席位。鉴于此结果，12月10日，罗马尼亚总统伯塞斯库提名斯托洛然为新总理候选人。12月15日，斯托洛然宣布放弃总理提名，他说，他已经下台让位给一个比较年轻的候选人。最终由埃米尔·博克担任总理。